# Triprion spinosus
A Triprion spinosus a kétéltűek (Amphibia) osztályának békák (Anura) rendjébe és a levelibéka-félék (Hylidae) családjába tartozó Triprion nembe tartozó faj.

## Rendszerezése
A fajt Franz Steindachner osztrák zoológus írta le 1864-ben, a Hyla nembe Hyla spinosa néven.

## Előfordulása
Mexikó déli részén, valamint Costa Rica, Honduras és Panama területén honos. Természetes élőhelyei a szubtrópusi vagy trópusi síkvidéki és hegyi esőerdők.

## Megjelenése
Nagy méretű békafaj, testhossza 58 – 80 mm közé esik. Fején és hátán számos hegyes, éles kinövés található.